# Akwesse
Akwesse est un village du Cameroun situé dans la commune d'Ako. Il est rattaché au département du Donga-Mantung, dans la région du Nord-Ouest.

## Géographie
Le village est situé au nord de l'arrondissement d'Ako et contourne la réserve de Mbembe.

## Population
En 1970, il y avait 210 habitants à Akwesse, principalement des Mbembe.  
Le Bureau central des recensements et des études de population (BCREP) a réalisé un recensement en 2005, le Répertoire actualisé des villages du Cameroun, dans lequel il évaluait à 625 le nombre d'habitants ; ce chiffre inclut 293 hommes et 332 femmes.

## Économie
Les villageois pratiquent plusieurs métiers dans les domaines de la pêche, l’exploitation forestière, l’artisanat, l’exploitation minière, l’agriculture, l’élevage bovin, l’apiculture, le commerce et la chasse. Les femmes sont présentes dans certains domaines, notamment l’artisanat, l’agriculture, l’élevage bovin, l’apiculture et le commerce.

## Système éducatif
Il y a deux écoles primaires dans le village, la GS Akwesse et la GS Junchon Zeya.   

## Accès à l’eau
Le village n'a pas de point d’eau potable.   

## Accès à l’électricité
Le village n'a pas accès à l’électricité.

## Réseau routier
Une route passant par Akwesse permet de rejoindre Nzibie, Akwaja, Amba puis Abongshie. La route, trop étroite, ne peut être empruntée que par les motos.   

## Développement d'Akwesse
Le plan de développement prévoit la construction de nouvelles classes pour la G.S Zeya, d'une maternelle et d'un établissement d'enseignement secondaire, ainsi que le raccordement en eau et en électricité du village. La route reliant Akwesse à Abuenshie sera élargie ; une route vers Assa sera construite ainsi que deux ponts au-dessus des rivières Akong et Mpenji. 
Le plan prévoit aussi la construction d'une salle culturelle et d'un marché. 